# Михаил Обренович
Михаи́л Обре́нович III е сръбски княз от 1839 до 1842 и от 1860 до 1868 година.

## Първо управление и изгнание
Михаил Обренович е син на княз Милош, основателя на династията на Обреновичите, и княгиня Любица. Наследява престола 16-годишен, след абдикацията на баща си и преждевременната кончина на по-големия си брат Милан Обренович II.
Първото му управление, продължило три години (1839 – 1842), протича в непрекъснати борби с привържениците на конституцията от 1838 година (т.нар. уставобранители), които се борят за ограничаване на княжеската власт и се ползват с подкрепата на сюзерена на сръбското княжество – османския султан Абдул Меджид I. През август 1842 година противоборството им прераства в открит бунт начело с Тома Вучич Перишич. Михаил е принуден да се спасява през Сава на австрийска територия.
Михаил Обренович прекарва следващите 16 години в изгнание във Виена и в родовите си имения във Влашко. През 1853 година се жени за унгарската графиня Юлия Хуняди (двамата нямат деца, разделят се през 1865 година). Завръща се в Сърбия след като в края на 1858 година княз Александър Караджорджевич е свален от власт. Заема за втори път престола след смъртта на Милош Обренович през 1860 година.

## Второ управление

### Вътрешна политика
Княз Михаил започва второто си управление с конституционна реформа. През 1861 година той свиква народна скупщина, пред която утвърждава новите принципи за управление на сръбското княжество: съсредоточаване на изпълнителната власт в ръцете на княза (който определя състава на правителството и Държавния съвет по свое усмотрение), свеждане на правомощията на Държавния съвет в законодателната област и централизация на управлението.
След като укрепва едноличния си режим с помощта на министър-председателя Илия Гарашанин и вътрешния министър Никола Христич, княз Михаил се заема с преустройство на въоръжените сили на сръбското княжество. На мястото на малобройната княжеска войска той създава масова „народна войска“ и я въоръжава с модерни за времето пушки и артилерия.

### Външна политика
Военната реформа е елемент от подготовката на Сърбия за война с Османската империя. Княз Михаил си поставя за цел отхвърляне на васалната зависимост от султана, освобождаване на всички сърби от турска власт и обединение на южните славяни в обща държава. До въоръжен сблъсък се стига още през юни 1862 година, когато османският гарнизон на Белградската крепост подлага града на артилерийски обстрел. Пет години по-късно княз Михаил постига по мирен път изтеглянето на османските войски от столицата си и другите сръбски градове. Успоредно с това полага усилия за създаване на антиосманска коалиция. Резултат от тези усилия е поредица от договори от 1866-1868 година с Черна гора, Гърция, Румъния и част от българската емиграция, известни под името Първи балкански съюз.
С противопоставянето си срещу Османската империя княз Михаил Обренович привлича в Сърбия много български национал-революционери начело с Георги Раковски, който образува през 1862 година Първата българска легия в Белград. През 1867 година сръбското правителство води преговори с Добродетелната дружина за организиране на въстание в българските земи и създаване на българо-сръбска държава начело с княз Михаил. Тогава в Белград е образувана Втората българска легия, но и тя, както Първата, е разпусната след като сръбските власти уреждат отношенията си с турските.
Княз Михаил Обренович е убит на 29 май (10 юни нов стил) 1868 година в парка „Кошутняк“ край Белград. Атентатът е организиран от лица, близки на детронирания Александър Караджорджевич.